# Theo Bruins
Theodorus Johannes (Theo) Bruins (Arnhem, 25 november 1929 - Haarlem, 8 januari 1993) was een Nederlandse pianist en componist.
Hij studeerde piano bij Jaap Spaanderman (aan het Amsterdams Muzieklyceum) en compositie bij Kees van Baaren. In 1959 werd hem de Harriet Cohen Beethovenmedaille toegekend. Bruins trad veel op met moderne werken, die soms ook speciaal voor hem werden geschreven. Ook maakte hij concertreizen naar onder andere Indonesië, Mexico, Canada, de Verenigde Staten en Zuid-Amerika. Bruins was tevens aangesteld als hoofdvakdocent aan het Koninklijk Conservatorium in Den Haag.

## Complete werken
Bruins schreef slechts een bescheiden oeuvre, naar eigen zeggen omdat componeren hem uiterst moeizaam af ging. Bruins' scheppingen ontstonden na een proces vol zelfkritiek, en hij herschreef veel van zijn muziek. In zijn componeren borduurde Bruins voort op de dodecafonie en seriële muziek. 
Zo schreef hij het eerste dodecafone pianoconcert in Nederland (1952). 
- 1950 Six pièces brèves
- 1952 Concerto per pianoforte ed orchestra
- 1955 Sonata per pianoforte
- 1963 Sei Studi
- 1984 Quartet '84 voor piano solo
- 1992 Sincope voor klavecimbel

## Over Theo Bruins
- Emanuel Overbeeke: Moeizame componeerarbeid, in Mens en Melodie, februari 1997.